# فليح (اسم)
فليح هو اسم علم مذكر من أصل عربي، ومعناه هو صيغة مبالغة من فالح، الصالح الفائز.

## شخصيات تحمل الاسم
- فليح حسن الجاسم (سياسي عراقي، 1940 – 9 أغسطس 1982)

## وصلات خارجية
- موسوعة السلطان قابوس لأسماء العرب نسخة محفوظة 5 أبريل 2019 على موقع واي باك مشين.